# 22. пјешадијска бригада
22. пјешадијска бригада је била пјешадијска јединица Војске Републике Српске, у саставу Првог крајишког корпуса. Одликована је Медаљом Петра Мркоњића.

## Историјат бригаде
У Раковачким барама у Бањој Луци, 19. новембра 1991. формирана је 122. лака пјешадијска бригада Југословенске народне армије. Попуњавана је резервистима из 15 општина бивше СРБиХ. Послије 18. марта 1992. распоређена је у ширем рејону планине Влашић. Наредбом Главног штаба ВРС, 16. јуна 1992, њеним преформирањем створена је 22. лака пјешадијска бригада ВРС, а 11. маја 1993. та бригада преформирана је у 22. пјешадијску бригаду ВРС у саставу 1. крајишког корпуса ВРС. Бригада је била батаљонског састава. Имала је 2.598 бораца, а кроз бригаду је прошло око 5.000 припадника. Током Одбрамбено-отаџбинског рата 1992–1995. изводила је борбена дејства на влашићком, орашком, добојском, маглајском, брчанском, кнежевском, которварошком, гламочком, бихаћком, тешањском ратишту и у зони одговорности Сарајевско-романијског корпуса ВРС. Током рата придодата је у састав 30. пјешадијске дивизије ВРС. Имала је 341 погинулог борца (укључујући и погинуле војнике из састава 122. бригаде ЈНА).
Бригадом су (укључујући и 122. бригаду ЈНА) командовали: потпуковник Марко Раљић (1991), мајор Бошко Пеулић (1991–1992), потпуковник Јанко Тривић (1992–1995) и мајор Цвијо Поповић (1995–1996). Бригада је 1995. одликована Медаљом Петра Мркоњића. Марта 1996. ушла је у састав 108. пјешадијске бригаде ВРС, која је наставила да његује њене традиције. Спомен-соба 22. пјешадијске бригаде ВРС налази се у Кнежеву.

## Организација
Бригада је у формацији је имала:
- Команду бригаде,
- Команду стана,
- 1. пјешадијски батаљон,
- 2. пјешадијски батаљон - команданти: Слободан Жупљанин; Александар Саша Петровић.[2]
- 3. пјешадијски батаљон,
- 4. пјешадијски батаљон,
- Чету војне полиције,
- Чету везе,
- Извиђачко-диверзантску чету,
- Лаку артиљеријску батерију ПВО,
- Мјешовити артиљеријски дивизион,
- Инжењеријску чету и
- Позадински батаљон.